# 샤먼킹
샤먼킹(シャーマンキング)은 타케이 히로유키가 그린 일본 만화 및 만화를 원작으로 한 애니메이션이다. 슈에이사의 《주간 소년 점프》에서 1998년 31호에서 2004년 40호까지 연재되었다.

## 개요
일명 샤먼이라고 일컬어지는 영 능력자인 소년 아사쿠라 요우가 샤먼의 정상을 결정하는 싸움인 〈샤먼 파이트〉에 참가해, 전지 전능한 힘을 가진 샤먼킹이 되기 위한 싸움을 그린 이야기이다.

### 미디어 믹스
단행본은 모두 32권을 발간했으며, 캐릭터 북인 《만사원》(万辞苑)과 공식 팬북인 《만킹북》도 발간하였다. 2001년 TV 도쿄 계열에서 애니메이션화가 이루어졌으며, 약 1년 정도 방송되었다. 애니메이션으로 방송되지 않았던, 〈오소레잔・보와루〉(恐山・ヴォワール)에 해당되는 스토리는 애니메이션 성우를 그대로 캐스팅해서 드라마CD화하였다. 트레이딩 카드 게임 〈초・점사약결〉(超・占事略決)도 발매되어 그 카드게임을 소재로 한 GBA 게임 〈샤먼킹 초・점사약결〉이 발매되었다. 2008년 3월 4일부터 완전판의 발매가 시작되었다. 2004년 3월 12일에 개설된 아오모리현경 모츠경찰서의 홈페이지 마스코트 캐릭터가 샤먼킹의 등장인물인 오소레잔 안나로 선택되었다.

### 중단과 완전판에 대한 보완
연재 말에는 〈주간 소년 점프〉의 앙케이트 인기 순위에서 최하위에 있는 는 등 계속된 인기의 하락을 거듭한 끝에 중단이라는 형태로 끝을 맺었다. 최종화의 마지막 장에 귤이 그려져 있는데, 이것은 스토리의 미완을 뜻한다. 연재 종료 직후에 라디오 프로그램 〈하야시바라 메구미의 Tokyo Boogie Night〉에서 작가의 편지가 낭독되었는데 그 내용은 연재 종료는 본의가 아니라는 것이다.
2007년 12월에 개최된 점프 출제 점프 페스타 2008 및 〈주간 소년 점프〉2008년 13호에서 작품의 완전판이 발매되는 것을 발표하였다. 집필할 수 없었던 스토리의 계속된 신작 약 380페이지가 추가되었다. 완전판은 모두 27권이다.

### 작품 설정
이 작품에서는 작품 중에 등장하는 영 능력자를 총칭해 ‘샤먼’이라고 불러, 대부분의 샤먼은 지령이라는 불리는 전용 영혼 또한 정령, 육체를 가지고 있다. 샤먼은 각각의 방법에 따라 영혼의 힘을 빌어 싸울 수 있다.

## 애니메이션
애니메이션 TV 시리즈는 2001년 7월 3일부터 2002년 9월 25일까지 TV 도쿄에서 방영되었다.
2021년 4월부터 완전 제작판으로 방영되었다.

## 등장인물[1]
- 아사쿠라 요우

성우 - 사토 유코/윤미나
- 오야마다 만타

성우 - 이누야마 이누코/이선호
- 아미타

성우 - 코니시 카츠유키/김영선
- 쿄우야마 안나

성우 - 하야시바라 메구미/배정미
- 우메미야 류노스케(목도의 류)

성우 - 타나카 마사히코/성완경
- 타오 렌

성우 - 박로미/차명화
- 타오 준

성우 - 네야 미치코/김아영
- 호로호로

성우 - 우에다 유지/엄상현
- 피리카

성우 - 카와카미 토모코/장경희
- 타마무라 타마오

성우 - 미즈키 나나
- 리제르그 다이젤

성우 - 소우미 요코/배정미
- 파우스트 8세

성우 - 코야스 타케히토/김장
- 초코러브 맥다넬

성우 - 쿠마이 모토코/김서영
- 아사쿠라 하오

성우 - 타카야마 미나미/정미숙
- 아이언 메이든 잔느(잔느 슈바르츠)

성우 - 호리에 유이/김아영